# Baukloh
Baukloh ist die Bezeichnung eines Stadtteils und gehört zum statistischen Bezirk 02 (Ramsberg / Hasley / Baukloh) der Kreisstadt Lüdenscheid im westlichen Sauerland, Nordrhein-Westfalen. Der Ortsteil und der statistische Bezirk liegen südlich der Innenstadt von Lüdenscheid.

## Bildungseinrichtungen
Am „Schäferland 1“ bestehen die Freie Christliche Realschule Lüdenscheid und die Freie Christliche Hauptschule Lüdenscheid. Mit jeweils 28 Kindern in zwei Eingangsklassen ging im Schuljahr 2010/2011 die Freie Christliche Realschule am Schäferland nach den Sommerferien an den Start. Die ebenfalls am Baukloh angesiedelte Freie Christliche Hauptschule hatte in der Eingangsklasse für das Schuljahr 2010/2011 insgesamt 25 Schülerinnen und Schüler. Somit meldeten die Haupt- als auch die Realschule nach Abschluss der Anmeldungen für das Schuljahr 2010/2011 „volle Klassen“.
2013 feierte die Freie Christliche Realschule Lüdenscheid ihr 15-jähriges Bestehen. Bereits im Jahr 1998 wurde sie am Baukloh offiziell gegründet. Wer sich dort für eine frei-christliche Schullaufbahn entscheidet, zahlt, als Richtwert, 110 Euro Schulgeld im Monat. Eine Unterstützung bei dem Schulgeld ist laut der Schule möglich.

## Infrastruktur
Die Struktur des Stadtteils ist vor allem durch viele freistehende Einfamilienhäuser geprägt. Im Verlauf des weiteren Stadtteils entstanden in den letzten beiden Jahrzehnten auch zahlreiche Mehrfamilienhäuser.
Als die Stadt Lüdenscheid neue Wohnflächen im Rahmen des Flächennutzungsplanes (FNP) an der Neuenhofer Straße ausweisen wollte, gab es von den Anwohnern massive Bedenken gegen das Projekt. Durch die neuen Wohnhäuser könnte das nahegelegene Landschaftsschutzgebiet laut den Anwohnern massiv gefährdet werden. Von einem Planungsbüro wurde ebenfalls vorgeschlagen, erst Baulücken und Leerstände in der Stadt oder noch nicht komplette Baugebiete zu füllen, bevor man neue Flächen am Außenrand der Stadt versiegelt. Gleichzeitig gab es Kritiker aus anderen Stadtteilen, die meinten, dass neue Baugebiete zwingend notwendig für die weitere Entwicklung der Stadt Lüdenscheid wären und auch neue Familien anziehen würde bzw. die bestehende Bevölkerung zum Verbleib in der Stadt Lüdenscheid überzeugen könnte. Seit Ende Dezember 2010 ist es ruhig um das Neubauprojekt geworden.
Außerdem haben sich in der Straße „Baukloh“ in den letzten zwei Jahrzehnten zahlreiche Gewerbebetriebe angesiedelt. Vorher war dieses Gelände größtenteils das Gebiet einer ehemaligen Kaserne gewesen. Die alten Gebäude de Kaserne wurden in den 1990er Jahren größtenteils abgerissen.
In der Straße „Am Hundebrink 6“ ist seit einigen Jahrzehnten die Berglandklinik Lüdenscheid angesiedelt.

## Sehenswertes
Der Stadtteil ist größtenteils von Wäldern und Wiesen umgeben.
Ein Fußweg verbindet den Baukloh mit dem nahegelegenen Schloss Neuenhof.

## Verkehrsanbindung

### Bahnverkehr
Die nächstliegenden Bahnhöfe sind der Bahnhof Lüdenscheid und der Bahnhof Brügge (Westfalen). Beide sind per Auto oder Bus in wenigen Fahrminuten gut erreichbar.

### Busverkehr
Die Anbindung des Stadtteils an den öffentlichen Personennahverkehr erfolgt durch die Buslinien 46 und 246 (Schulbuslinie) der Märkischen Verkehrsgesellschaft (MVG). 
Wichtige Bushaltestellen in dem Stadtteil sind: „Schule Baukloh“, „Am Schäferland“ und „Baukloh“.

### Straßenverkehr
Die Anbindung an das Bundesautobahnnetz erfolgt über die nahegelegene Abfahrt Nr. 15 Lüdenscheid-Süd der Bundesautobahn 45. Die A 45 selbst führt Richtung Norden nach Hagen und Dortmund sowie in Richtung Süden nach Siegen, Wetzlar, Gießen und Frankfurt am Main. Weitere Alternativanschlussstellen sind die Abfahrten Nr. 13 Lüdenscheid-Nord und Nr. 14 Lüdenscheid der A 45. Auch die Bundesstraße 229 liegt direkt am Baukloh und ist gut erreichbar. Einige Parkplätze innerhalb vom Baukloh sichern den Autofahrern Parkmöglichkeiten zu.